# Frizzle Fry
Frizzle Fry ist das erste Studioalbum der Band Primus. Es erschien 1990 bei Caroline Records.

## Hintergrund
Das 1990 erschienene Album enthält die erste von der Band erschienene Single John the Fisherman. 2002 erschien eine neu gemasterte Neuauflage des Albums, die ein Cover der Lieder Hello Skinny und Constatinople der Band The Residents als Bonus-Titel unter dem Namen Hello Skinny/Constatinople enthält.
Der Anfang von To Defy the Laws of Tradition ist ein Ausschnitt aus dem Lied YYZ der Band Rush von deren Album Moving Pictures. Dieser Ausschnitt ist ebenfalls zu Beginn des Titels John the Fisherman, dem ersten Titel auf dem Album Suck on This zu hören.
You Can’t Kill Michael Malloy ist ein Ausschnitt aus dem gleichnamigen Lied der Gruppe Spent Poets, deren Mitglied Matt Winegar das Album produziert hat. Ein weiterer Ausschnitt aus dem Lied ist kurz vor The Toys Go Winding Down zu hören.
John the Fisherman ist als Titel in dem Spiel Guitar Hero II enthalten.

## Titel
Texte: Les Claypool, Musik: Primus, soweit nicht gesondert ausgewiesen.
| Nr.          | Titel                                                          | Musik        | Gitarren von | Länge |
| ------------ | -------------------------------------------------------------- | ------------ | ------------ | ----- |
| 1.           | To Defy the Laws of Tradition                                  |              | Todd Huth    | 6:42  |
| 2.           | Groundhog’s Day (Alternativer Titel: Ground Hog’s Day)         |              | Todd Huth    | 4:58  |
| 3.           | Too Many Puppies                                               |              |              | 3:57  |
| 4.           | Mr. Knowitall                                                  |              |              | 3:51  |
| 5.           | Frizzle Fry                                                    |              | Todd Huth    | 6:04  |
| 6.           | John the Fisherman                                             |              | Todd Huth    | 3:37  |
| 7.           | You Can’t Kill Michael Malloy (Spent Poets/Matt Winegar)       | Winegar      |              | 0:25  |
| 8.           | The Toys Go Winding Down                                       |              |              | 4:35  |
| 9.           | Pudding Time                                                   |              | Todd Huth    | 4:08  |
| 10.          | Sathington Willoby (Alternativer Titel: Sathington Willoughby) |              |              | 0:24  |
| 11.          | Spegetti Western                                               |              |              | 5:43  |
| 12.          | Harold of the Rocks                                            |              | Todd Huth    | 6:17  |
| 13.          | To Defy                                                        |              | Todd Huth    | 0:36  |
| Gesamtlänge: | Gesamtlänge:                                                   | Gesamtlänge: | Gesamtlänge: | 51:17 |

| Nr.          | Titel                                                        | Autor(en)     | Länge |
| ------------ | ------------------------------------------------------------ | ------------- | ----- |
| 14.          | Hello Skinny/Constantinople (Cover, Original: The Residents) | The Residents | 4:48  |
| Gesamtlänge: | Gesamtlänge:                                                 | Gesamtlänge:  | 56:05 |

## Besetzung
Alle Informationen zur Besetzung entstammen dem Cover des Albums.

### Primus
- Les Claypool – Bass, Gesang
- Larry LaLonde – E-Gitarre, Akustische Gitarre
- Tim Alexander („Herb“) – Schlagzeug

### Weitere Musiker
- Todd Huth – Akustische Gitarre auf The Toys Go Winding Down
- Sathington Willoughby Orchestra:
  - Les Claypool („Snap“) – Banjo, Bass
  - Larry LaLonde („Chunker“) – Gitarre
  - Tim Alexander („Herb“) – Spielzeug-Orgel
  - Matt Winegar („Exxon“) – Spielzeug-Klavier
  - Todd Huth – Akustische Gitarre

## Rezeption
Siggy Zielinsky von den Babyblauen Seiten gibt dem Album eine Wertung von 12/15 und empfiehlt sie jedem, „der sich für verspielten, vorzüglichen Funk-Metal mit großem Proganteil und einem Schuß Selbstironie begeistern kann.“